# Carpino (Apulien)

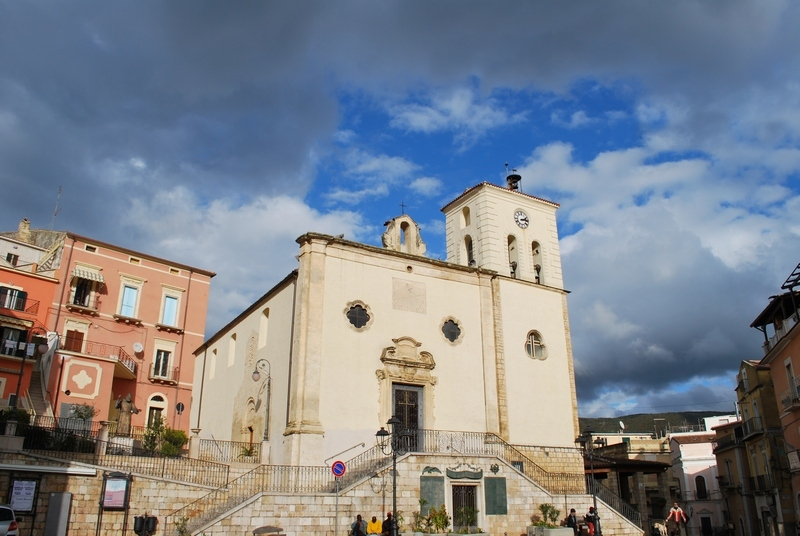
Kirche des Kyrill von Alexandria in Carpino

Carpino ist eine italienische Gemeinde (comune) mit 3772 Einwohnern (Stand 31. Dezember 2023) in der Provinz Foggia in Apulien. Die Gemeinde liegt etwa 50 Kilometer nordöstlich von Foggia im Nationalpark Gargano. Der Lago di Varano ist etwa 5 Kilometer entfernt. Carpino ist Teil der Comunità Montana del Gargano.

## Geschichte
Die Ortschaft dürfte im 11. Jahrhundert entstanden sein. Erwähnt wird die Gemeinde erstmals 1144. Beeindruckend sind die Überreste des Normannencastells aus dieser Zeit sowie die romanische Kirche, die dem Kyrill von Alexandria geweiht ist.

## Wirtschaft und Verkehr
Durch den Olivenanbau hat die Gemeinde auch den inoffiziellen Titel Città d’Olio. Durch das Gemeindegebiet führt die Strada Statale 89 Garganica. Ein Bahnhof liegt etwas außerhalb der Siedlung Richtung Lago di Varano an der Bahnstrecke San Severo–Peschici.

## Gemeindepartnerschaft
Carpino unterhält seit 2005 eine inneritalienische Partnerschaft mit der Gemeinde Pizzoli in der Provinz L’Aquila.